# Bezzia latipalpis
Bezzia latipalpis är en tvåvingeart som beskrevs av Clastrier 1962. Bezzia latipalpis ingår i släktet Bezzia och familjen svidknott. Inga underarter finns listade i Catalogue of Life.